# La Troisième Génération
Pour plus de détails, voir Fiche technique et Distribution.
La Troisième Génération (Die Dritte Generation) est un film allemand de Rainer Werner Fassbinder sorti en 1979. Il s'agit d'une tragi-comédie, basée sur le contexte politique du terrorisme d'extrême-gauche de la fin des années 1970. Le film a été présenté au festival de Cannes.

## Synopsis
Berlin-Ouest, hiver 1978-79 : les terroristes de la Fraction Armée Rouge de la troisième génération sont un petit groupe de jeunes désœuvrés. Ils viennent des milieux les plus divers : Rudolf est vendeur dans un magasin de disques, Petra est l'épouse d'un directeur de banque et Edgar, qui se prend pour un compositeur, vit de la rente de fonctionnaire de son père. À cela s'ajoutent une prof d'histoire, une secrétaire d'un puissant groupe informatique américain, un terroriste formé en Afrique ainsi que deux ex-soldats de la Bundeswehr. Le leader du groupe est August Brem. Ils ont choisi pour signe de ralliement Le Monde comme volonté et représentation de Arthur Schopenhauer, mais manquent de conscience politique. Ils vivent en communauté, pratiquent l'amour libre, boivent, fument, se droguent.
Ils mènent leurs actions dans Berlin-Ouest. Pour se faire de nouvelles identités, ils volent des papiers encore vierges à l'état civil. Ils essuient un sérieux revers lorsque le terroriste Paul est abattu dans un restaurant par des policiers. Obligé de survivre dans la clandestinité, et manquant d'argent, le groupe braque une banque. Petra tue son mari, employé de la banque, mais est abattue par la police à la mairie de Schöneberg au moment où elle place des explosifs. L'ancien soldat africain, spécialiste des explosifs, est tué par la police alors qu'il se recueille sur la tombe de sa copine morte d'une overdose d'héroïne. L'autre ex-soldat découvre finalement qu'August Brem est un traître.
Brem est payé par l'homme d'affaires américain, Peter Lurz, qui souhaite vendre à l'Allemagne de l'Ouest son ordinateur d'aide aux recherches de police, et qui soutient secrètement le groupe. Il a fondé la cellule révolutionnaire avec le commissaire de police qui recherche précisément le groupe. Pour contraindre les autorités de RFA à acheter ses ordinateurs, Lurz se fait kidnapper. Les membres du groupe encore actifs enregistrent une vidéo où l'homme d'affaires déclare en tant qu'otage qu'il a été enlevé « au nom du peuple et pour le bien de celui-ci ». On lui fait répéter ce texte plusieurs fois, tandis que les membres du groupe sont déguisés en clowns.

## Fiche technique
- Titre original : Die Dritte Generation
- Titre français : La Troisième Génération
- Réalisation : Rainer Werner Fassbinder
- Scénario : Rainer Werner Fassbinder
- Photographie : Rainer Werner Fassbinder
- Montage : Juliane Lorenz
- Musique : Peer Raben
- Production : Harry Baer et Rainer Werner Fassbinder
- Pays d'origine :  Allemagne de l'Ouest
- Langue : Allemand
- Format : Couleurs (Eastmancolor) - 35 mm - 1,66:1 - son mono
- Genre : Comédie
- Durée : 105 minutes
- Date de sortie : 
  - France : 30 mai 1979
  - Allemagne de l'Ouest : septembre 1979

## Distribution
- Harry Baer : Rudolf Mann
- Hark Bohm : Gerhard Gast
- Margit Carstensen : Petra Vielhaber
- Eddie Constantine : Peter Lurz
- Jürgen Draeger : Hans Vielhaber
- Raúl Gimenez : Paul
- Udo Kier : Edgar Gast
- Bulle Ogier : Hilde Krieger
- Peer Raben
- Hanna Schygulla : Susanne Gast
- Volker Spengler : August
- Vitus Zeplichal : Bernhard von Stein

## Réception
Présenté au festival de Cannes le 13 mai 1979, le film est très bien accueilli par la critique américaine et française. Le Figaro dépeint un « Fassbinder, brossant un portrait au vitriol des danseurs de l'Apocalypse, enfants de Baader et de Mercedes, [qui] tourne en dérision les jérémiades des prophètes de salon ».
En revanche, la grande majorité de la critique allemande est particulièrement sévère, allant jusqu'à refuser d'annoncer sa sortie dans les salles allemandes. On reproche à Fassbinder d'avoir monté une « farce absurde », et de présenter les terroristes comme des enfants naïfs et manipulés, tandis que les femmes seraient toutes montrées comme des hystériques,.